# Радіоактивні відходи

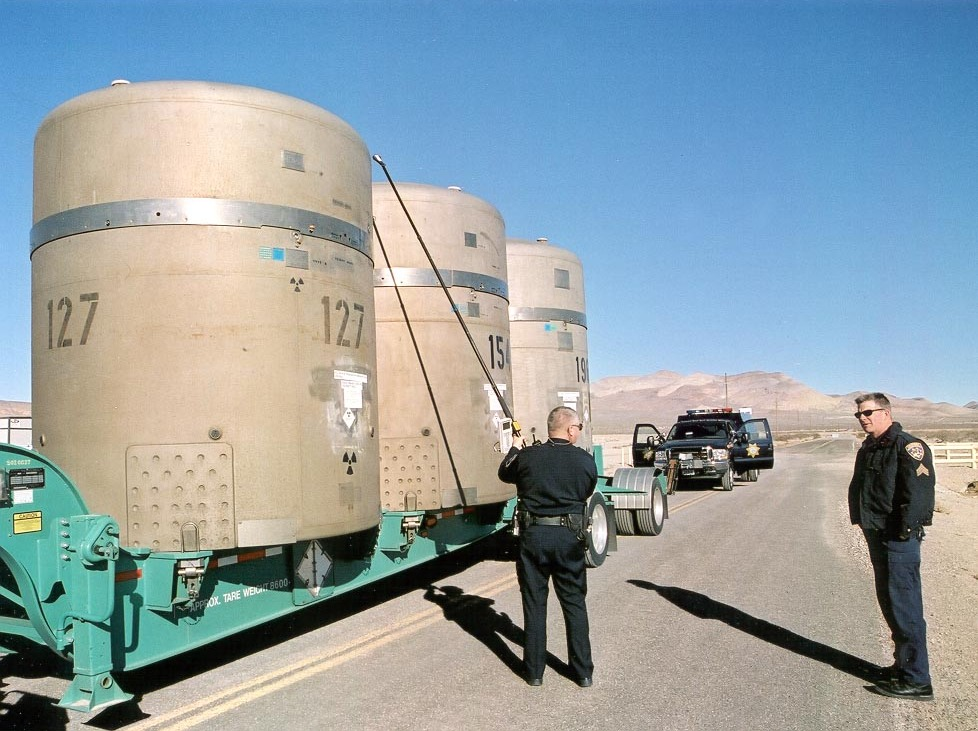
Транспортування РАВ

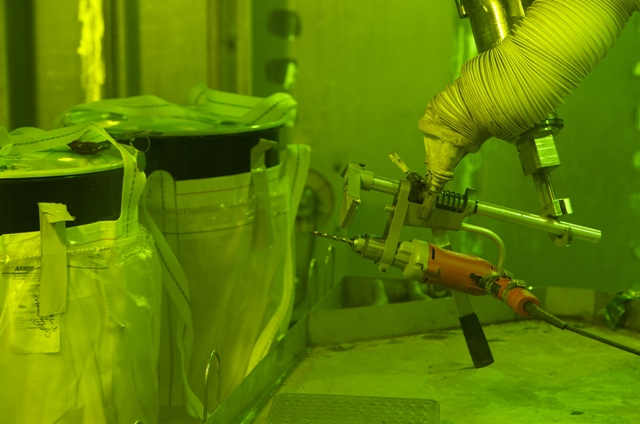
Дистанційний маніпулятор, використовуються для перепакування відходів у Гаряча камера.

Радіоакти́вні відхо́ди, РАВ  (англ. Radioactive waste) — матеріальні об'єкти та субстанції, радіоактивне забруднення чи активність радіонуклідів яких перевищує межі, встановлені діючими нормами радіаційної безпеки, за умови, що використання цих об'єктів та субстанцій не передбачається.
Радіоактивні відходи — особливий вид радіоактивних матеріалів (у будь-якому агрегатному стані), відносно яких установлено, що ні зараз, ні потім у майбутньому вони не можуть бути використані, або ще нема остаточного рішення відносно того, яким чином ці матеріали можуть бути використані в рамках сучасних або створених у майбутньому технологічних процесів.

Часто, такі відходи атомної промисловості не мають практичної цінності і потребують спеціальної повторної утилізації, захоронення, створення спеціальних умов зберігання чи консервації. На території України поводження з радіоактивними відходами регламентується Законом України «Про поводження з радіоактивними відходами».

## Загальний опис
Частіше всього радіоактивні відходи є продуктами ядерних процесів, як-от ядерний розпад. Рідкі радіоактивні відходи утворюються в процесі експлуатації атомних електростанцій (АЕС), регенерації ядерного палива з відпрацьованих тепловидільних елементів, використання різних джерел радіоактивних випромінювань у науці, техніці й медицині.
Рідкі радіоактивні відходи за своєю активністю діляться на 3 категорії:
- низького рівня активності, питома активність яких не перевищує 10−5 кюрі/л,
- середнього рівня — від 10−5 до 1 кюрі/л і
- високоактивні відходи — вище від 1 кюрі/л.

Низькоактивні — продукти  діяльності наукових центрів, в яких вони використовуються для проведення різних хімічних тестів. Радіоактивність низькоактивних відходів швидко зменшується (зазвичай в лічені дні або декілька тижнів), і від такого матеріалу вже можна позбавитися, як від звичайного сміття.
Більшу складність становлять високоактивні відходи — відпрацьоване радіоактивне паливо АЕС, або матеріал, що використовується у створенні ядерної зброї. Приміром, з 2003 США накопичили близько 49 тисяч метричних тонн таких відходів. Міністерство енергетики США прогнозує, що кількість ядерного відпрацьованого палива в країні до 2035 року досягне 105 тисяч метричних тонн.[джерело?]
Найбільша проблема з утилізацією радіоактивних елементів урану і плутонію, у яких надзвичайно довгий період розпаду. Приміром період напіврозпаду деяких ізотопів плутонію становить близько 24 тисяч років, а час розпаду інших радіонуклідів у паливі може сягати близько 100 тисяч років і більше.
Понад 99,9 % всієї активності, що виникає в процесі експлуатації АЕС, при регенерації ядерного пального переходить у рідкі високоактивні відходи, які після концентрування до невеликих об'ємів захоронюються.

## Поводження
Рідкі радіоактивні відходи (РРВ) та тверді радіоактивні відходи (ТРВ) низького рівня активності, так звані нетехнологічні відходи, що утворяться за рахунок обмивки приміщень і при пранні спецодягу, після ретельного очищення від радіоактивних ізотопів методами коагуляції й іонного обміну або дистиляцією направляються у виробництво для повторного використання або можуть скидатися в каналізацію.
До твердих радіоактивних відходів належать забруднені матеріали, які не піддаються відмиванню, використаний спецодяг і ін. Все це переноситься для довготермінового захоронення в бетонні траншеї і, як правило, заливається бетоном.
На об'єктах атомної промисловості і АЕС, крім рідких і твердих відходів, можливі викиди, що містять леткі сполуки радіоактивних ізотопів або самі радіоактивні ізотопи, такі як 131I, 129I, 85Kr, а також утворення радіоактивних аерозолів. Всі ці викиди проходять спеціальну очисну систему й потім віддаляються в атмосферу через вентиляційну трубу.
За способами і місцем зберігання можна виділити групи ТРВ:
- Відходи, які зберігаються навалом без упаковки на відкритих майданчиках;
- Відходи, які зберігаються на відкритих майданчиках в контейнерах;
- Відходи, які зберігаються навалом без упаковки в заглиблених сховищах (ємності, не призначені для зберігання ТРВ);
- Відходи, які зберігаються в будівлях і спорудах, які мають статус сховища.

У процесі виконання робіт з видалення ВЯП і ТРВ з місць накопичення і підготовці їх до вивезення за межі об'єкта утворюються вторинні технологічні та нетехнологічні рідкі радіоактивні відходи:
- РРВ з модуля розморожування і осушки;
- низькоактивні відходи: дезактиваційні розчини і води від дезактивації обладнання, транспортних засобів і приміщень; душові та інші води з санпропускників;
- низькоактивні води дощової каналізації.

## Види і поводження з РАВ
ТРО об'єкта розрізняються за місцем зберігання, номенклатурою, радіаційними параметрами, фізико-хімічним складом та масогабаритні характеристики. Тому важливо розподілити ці види відходів на потоки і обґрунтувати звернення з кожним з виділених потоків відходів. Для реалізації оптимальної схеми поводження з РАВ принципове значення набуває система класифікаційної сортування та її приладове забезпечення. Необхідно вибрати і обґрунтувати критерії класифікації для організації системи оптимальної поетапної сортування РАВ. При реабілітації території та розбиранні будівель і споруд прогнозується утворення умовно радіоактивних відходів, кількісний вклад яких може бути помітним. Наявність умовно радіоактивних відходів («VLWW») можна чекати і серед накопичених НАО, питома активність яких могла знизитися в результаті радіоактивного розпаду до значення (і менше) нижньої межі віднесення до РАО. Для зниження навантаження на систему поводження з ТРВ на етапі сортування слід розділити потоки радіоактивних і умовах а але радіоактивних відходів. При цьому умовно радіоактивні відходи з періодом потенційної небезпеки не більш 100 років можуть бути захоронені безпосередньо на об'єкті в спеціальних приповерхневих могильниках спрощеної конструкції.
Для концентрування РРВ використовують модульну випарну уставу, ефективність роботи котрої залежить від наявності ПАР у РРВ.

## Технологічні схеми переробки відходів

### Зберігання
Для тимчасового зберігання високоактивних РАВ призначені резервуари для зберігання відпрацьованого ядерного палива і сховища, що дозволяють розпастися короткоживущим ізотопам перед подальшою переробкою. Довготривале зберігання РАВ вимагає консервації відходів у формі, яка не буде вступати в реакції і руйнуватися протягом довгого часу. Одним із способів досягнення подібного стану є вітрифікація (або осклування). В даний час на Селлафілді (Велика Британія) високоактивні РАВ (очищені продукти першої стадії пурекс-процесуу) змішують з цукром і потім кальцинують. Кальцинування увазі проходження відходів через нагріту обертову трубу і має на меті випаровування води і деазотування продуктів поділу, щоб підвищити стабільність одержуваної склоподібної маси.

## Порівняний ефект
Існують твердження, що проблеми радіоактивних відходів навіть не наближуються за рівнем до існуючих проблем забруднень від викопних видів пального. Для прикладу, вугільна ТЕС вивільняє приблизно у 100 разів більше радіації ніж АЕС на однаковий обсяг електроенергії. Було оцінено, що протягом лише 1982 року у США у результаті спалювання вугілля у атмосферу було викинуто у 155 разів більше радіації ніж при аварії АЕС на Трі-Майл Айленді у 1979 (найтяжча ядерна аварія в історії США). Всесвітня ядерна асоціація надає порівняння кількості смертей від аварій при різних формах генерації електрики. За їхнім порівнянням, середня кількість смертей, що припадає на один терават-рік електроенергії виробленої між 1970 та 1992 роками становить 885 для гідроенергетики, 342 для вугільної, 85 для природного газу та 8 для атомної енергетики.